# Landsort
Landsort is een dorp en een vuurtoren op het Zweedse eiland Öja. De toren werd in 1689 gebouwd en in 1870 werd er een kegelvormige sectie toegevoegd. De hoogte is 25 meter. Het licht bevindt zich op 44,5 meter boven de zeespiegel en heeft dankzij de fresnellens een reikwijdte van 22 zeemijl (41 kilometer). De toren was lange tijd de plaats waar men open vuren stookte.
De eerste echte vuurtoren werd in 1651 ontstoken. Tussen die toren en de huidige toren hebben er enkele verschillende gebouwen dienstgedaan als vuurtoren. De toren die in 1689 werd gebouwd, was zodanig geconstrueerd dat hij een open kolenvuur kon aanhouden. In 1840 werd er een koolzaadolielamp geïnstalleerd. De vlam liep op paraffine vanaf 1887 en in 1938 werd het licht geëlektrificeerd. Tegenwoordig wordt de vuurtoren beheerd door de Zweedse Maritieme Administratie en is tevens hun eigendom.
Landsort markeert traditioneel het zuidelijkste punt van de Scherenkust van Stockholm.
Het diepste punt van de Oostzee, de Landsortsdiepte, is hiernaar genoemd.

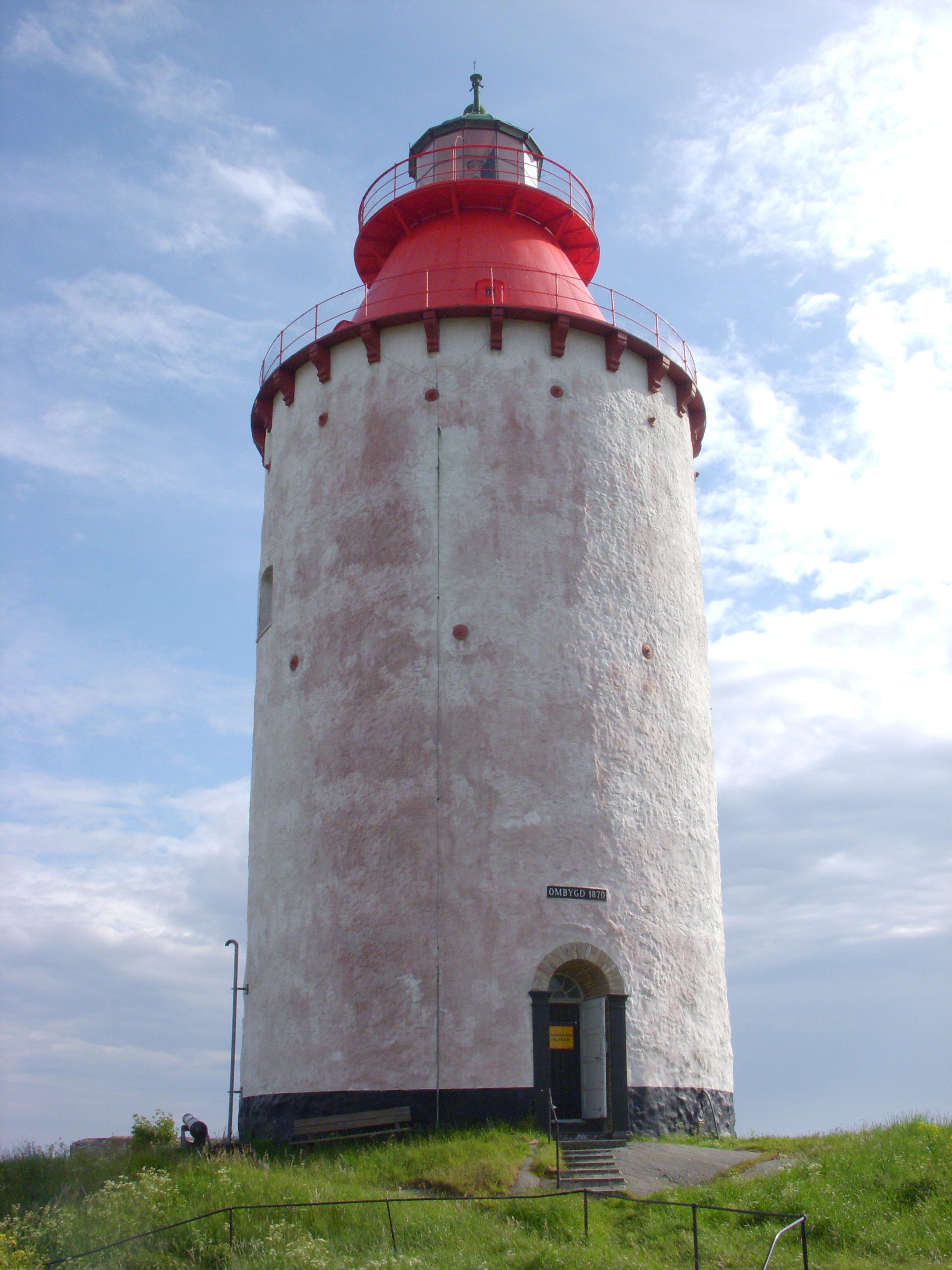
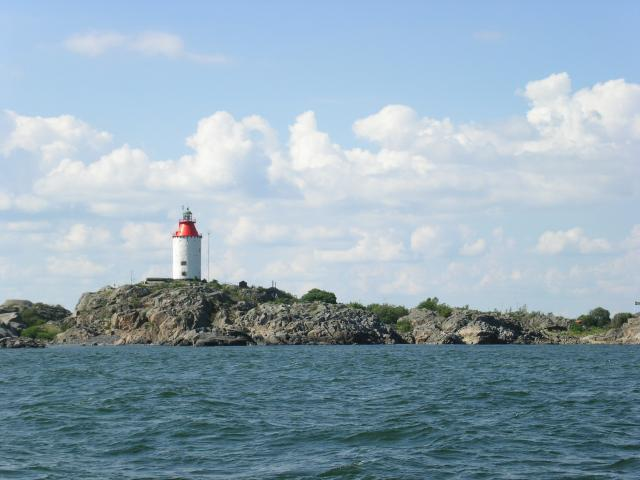